# Fiat Punto
El Fiat Punto es un automóvil del segmento B, producido por el fabricante italiano Fiat por un cómputo total de 29 años continuados, entre 1993 y 2022.   
Este dará reemplazo al exitoso modelo Fiat Uno, vehículo consagrado mundialmente, y con el que convivirá de manera comercial desde el año 1993 hasta 1995 en el mercado europeo.  
El Punto es un tracción delantera con motor delantero transversal de cuatro cilindros en línea. Su comercialización en Europa, finaliza en la tercera generación, llamada Fiat Grande Punto o Fiat Punto EVO, tras 25 años continuados de producción en Europa, y habiéndose producido más de 9 millones de unidades. 
A partir de 2018, su comercialización continuará vigente, en el mercado de Pakistán y la India, hasta abril de 2022; bajo la denominación comercial de Fiat Punto Abarth. Siendo en esta fecha, cuando se dejará de comercializar el modelo a nivel mundial. 

## Primera generación (1993-1999)
La primera generación del Punto (Proyecto 176) fue presentada al público en el Salón del Automóvil de Fráncfort de 1993 y lanzada al mercado ese mismo año. Diseñado por Giorgetto Giugiaro, fue uno de los primeros automóviles modernos cuyos pilotos traseros estaban ubicados en los laterales superiores, a los lados de la luneta trasera, lo cual permitía que la entrada al maletero no tuviera ningún obstáculo. El Punto fue galardonado como Coche del Año en Europa en 1995.
El Punto conserva algunas características que triunfaron en el Uno, como por ejemplo su aprovechamiento interno del espacio. Era de los modelos más amplios de su categoría. Su aerodinámica era bastante eficiente, con un factor Cx de 0,31. Se vendió con carrocerías hatchback de tres y cinco puertas y descapotable de dos puertas, este último fabricado por Bertone. Su producción finalizó en 1999.
Sus motorizaciones gasolina eran un 1.1 litros de 54 CV de potencia máxima, un 1.2 litros en versiones de dos válvulas por cilindro de 60 CV o 75 CV y de cuatro válvulas por cilindro y 85 CV, un 1.6 litros de 88 CV y un 1.4 litros con turbocompresor y 136 CV (luego 130 CV). Todos ellos tienen inyección multipunto, salvo los dos menos potentes, que tienen inyección monopunto. El diésel era un 1.7 litros en versiones atmosférica de 57 (que en las últimas unidades pasó a tener un turbo de bajo soplado y entregaba 63 cv) CV y con turbocompresor y 70 CV.

### Seguridad
Contaba, desde el inicio, con estructura deformable frontal diseñada para absorber los golpes, columna de dirección deformable, sistema de absorción de golpes laterales, y cinturones de seguridad para los cinco ocupantes, siendo el central trasero de dos puntos, de tipo ventral. 
Existían acabados que contaban, además, con apoyacabezas para los pasajeros traseros laterales; es un sistema que puede ayudar a reducir de manera considerable las lesiones en cabeza y cuello durante un impacto por alcance.
Dispone de un airbag de conductor; para la mayoría de las versiones, y cinturón inercial con dispositivo pretensor pirotécnico.
Dispone también del novedoso sistema FPS (Fire Prevention System); interruptor inercial de seguridad, que actúa bloqueando el flujo de combustible en caso de accidente.
Este sistema se instauró también en las siguientes gamas del grupo, tal y como sucede hasta el día de hoy.

### Motorizaciones

#### 1993-1997

##### Gasolina
- Punto 55 S - 1108 cm³ FIRE, SPI, 8v, 54 CV (también con cambio de 6 velocidades).
- Punto 60 S - 1242 cm³ FIRE, SPI, 8v, 60 CV (también en versión automática CVT)
- Punto 75 SX - 1372cm³ Tipo, MPI, 12v, 75 CV.
- Punto 90 SX - Tipo 1598 cm³ MPI, 8v, 88 CV (también en versión Sporting).
- Punto GT - Tipo 1372 cm³, Turbo Garrett + intercooler, MPI, 8v, 136 Cv (derivado del Fiat Uno Turbo de 115 CV, de 1991).

##### Diésel
- Punto D - 1697 cm³ diésel atmosférico, 57 CV.
- Punto TD - 1697 cm³ turbodiésel sin intercooler, 71 CV.

#### 1997-1999
Las mecánicas se modifican, con la aparición de los motores 16 válvulas del FIRE de 1242 cm³.
La versión GT pasa de 133 (136 CV en Bélgica) a 130 CV por motivo de la nueva 
normativa Euro 2, a su vez, que la versión diésel atmosférica, dejará de comercializarse.
La versión TD pasó a ofrecerse en dos potencias diferentes.

##### Gasolina
- Punto 55 - 1108cc 8v FIRE, SPI, 54 CV (También en versión con cambio de 6 velocidades)
- Punto 60 - 1242cc 8v FIRE, SPI, 60 CV.
- Punto 75 - 1242cc 8v FIRE, MPI, 75 CV.
- Punto 85 Sporting - 1242cc 16v FIRE, MPI, 85 CV.
- Punto GT - 1372cc 8v TIPO, Turbo Garrett T2 + Intercooler, MPI, 8v, 136 CV.

##### Diésel
- Punto TD60 turbodiésel de 1697 cm³ de 63 CV.
- Punto TD70 turbodiésel de 1697 cm³ sin intercooler de 69 CV.
- Punto TD70 turbodiésel de 1697 cm³ con intercooler de 72 CV.

Todos ellos equipados con catalizador de 2 vías para la reducción de emisiones de dióxido de carbono a la atmósfera.

### Versiones

#### 1993 - 1996
Coupé

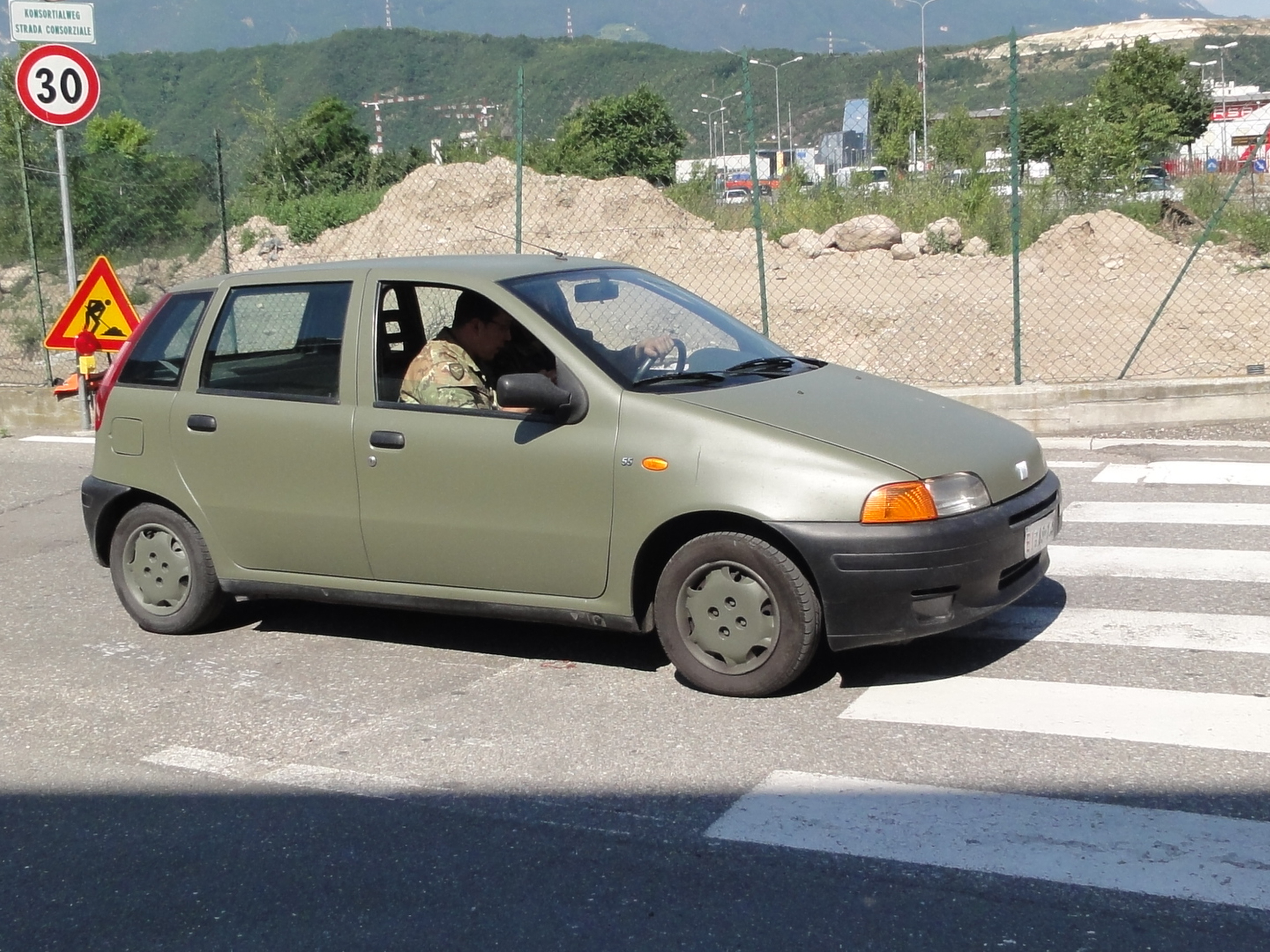
Primera generación del Fiat Punto 5 puertas.

- 55 ED/S/SX/6 Speed (1108 cc, 54 CV, 150 km/h)
- 60 S/SX (1242cc, 60 CV, 160 km/h)
- 60 Selecta (1242cc, 60 CV, 150 km/h)
- 75 EL/S/SX/ELX/HSD (1242 cc, 73 CV, 170 km/h)
- 90 SX/ELX/Sporting (1581 cc, 88 CV, 178 km/h)
- GT (1372 cc, 133 CV, 200 km/h)
- D S/SX (1698 cc, 57 CV, 150 km/h)
- TD S/SX/ELX (1698 cc, 71 CV, 163 km/h)

5 puertas
- 55 ED/S/SX (1108 cc, 54 CV, 150 km/h)
- 60 S/SX (1242 cc, 60 CV, 160 km/h)
- 60 Selecta (1242 cc, 60 CV, 150 km/h)
- 75 S/SX/ELX/HSD (1242 cc, 73 CV, 170 km/h)
- 90 SX/ELX (1581 cc, 88 CV, 178 km/h)
- D S/SX (1698 cc, 57 CV, 150 km/h)
- TD S/SX/ELX (1698cc, 71 CV, 163 km/h)

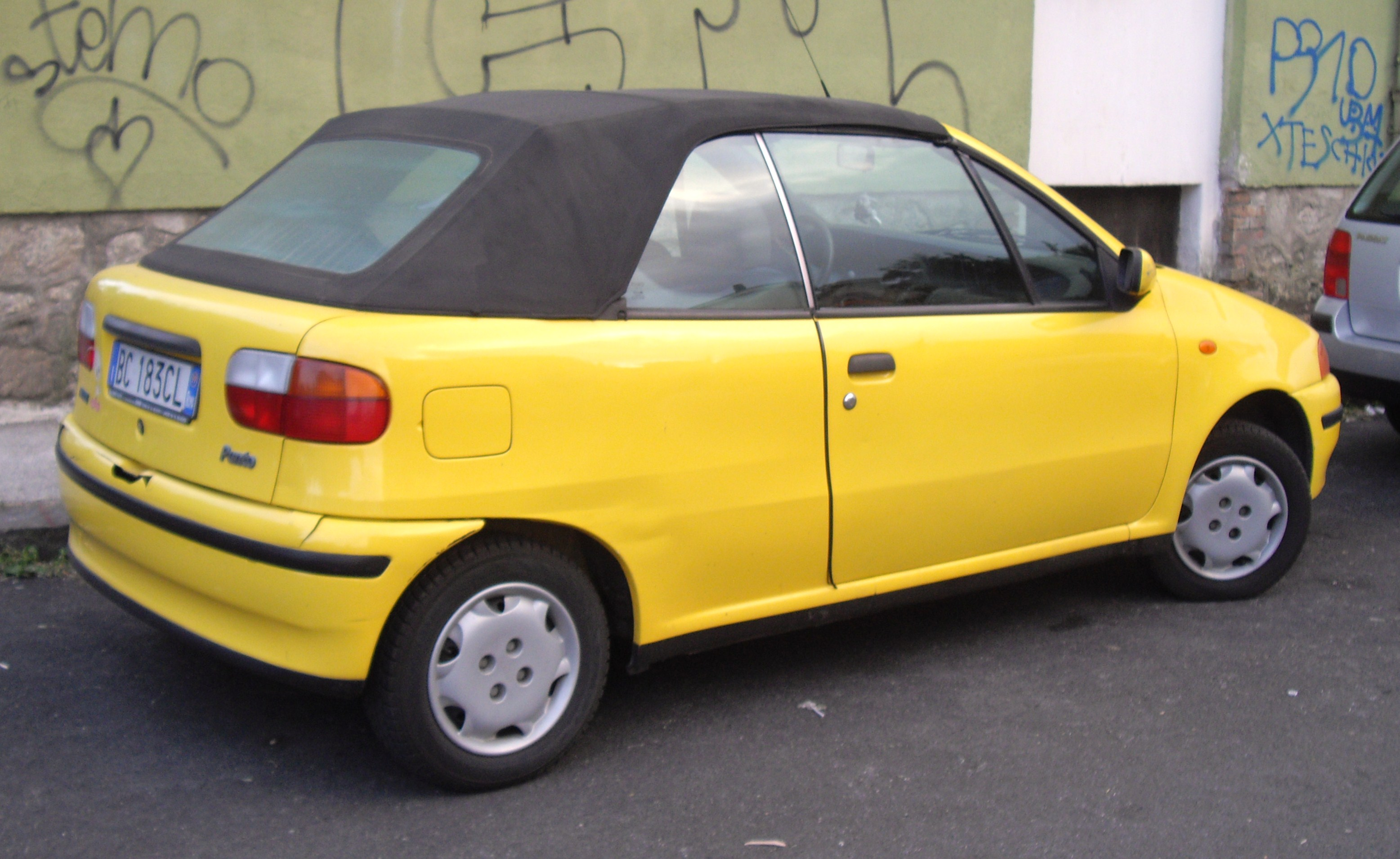
Primera generación del Fiat Punto Cabrio.

Cabrio
- 60 S (1242 cc, 60 CV, 150 km/h)
- 90 ELX (1581 cc, 88 CV, 170 km/h)

#### 1997
Coupé
- 55 ED/S/SX/6 Speed (1108 cc, 54 CV, 150 km/h)
- 60 S/SX (1242 cc, 60 CV, 160 km/h)
- 60 Selecta (1242 cc, 60 CV, 150 km/h)
- 75 EL/S/SX/ELX/HSD (1242 cc, 73 CV, 170 km/h)
- 85 16v SX/ELX/Sporting (1242 cc, 85 CV, 177 km/h)
- 90 SX/ELX/Sporting (1581 cc, 88 CV, 178 km/h)
- GT (1372 cc, 133 CV, 200 km/h)
- D S/SX (1698 cc, 57 CV, 150 km/h)
- TD 60 S/SX (1698 cc, 63 CV, 155 km/h)
- TD 70 SX/ELX (1698 cc, 69 CV, 163 km/h)

5 puertas
- 55 ED/S/SX (1108 cc, 54 CV, 150 km/h)
- 60 S/SX (1242 cc, 60 CV, 160 km/h)
- 60 Selecta (1242 cc, 60 CV, 150 km/h)
- 75 S/SX/ELX/HSD (1242 cc, 73 CV, 170 km/h)
- 85 16v SX/ELX (1242 cc, 85 CV, 177 km/h)
- 90 SX/ELX (1581 cc, 88 CV, 178 km/h)
- D S/SX (1698 cc, 57 CV, 150 km/h)
- TD 60 S/SX (1698 cc, 63 CV, 155 km/h)
- TD 70 SX/ELX (1698 cc, 69 CV, 163 km/h)

Cabrio
- 60 S (1242 cc, 60 CV, 150 km/h)

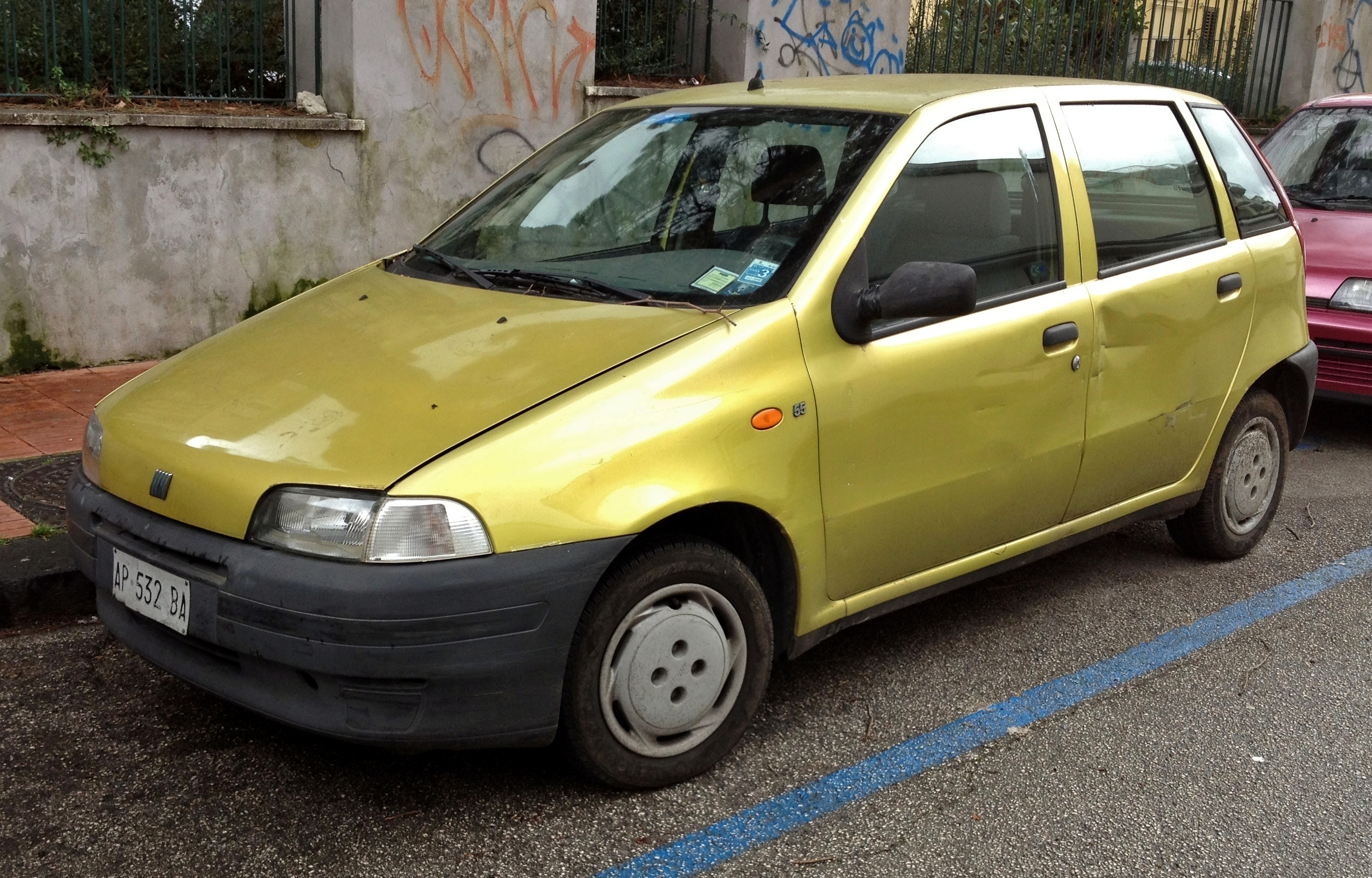
Primera generación del Fiat Punto Reestilización de 1997.

- 85 16v ELX (1242 cc, 85 CV, 177 km/h)
- 90 ELX (1581 cc, 88 CV, 170 km/h)

#### 1998
En 1998, la gama se reduce (desaparece el GT), presentando nuevos niveles de equipamiento: Sole (versión básica en sustitución de la S), Star (versión intermedia, sustituye el SX), Style (versión más refinada, sustituye a la ELX).
Coupé
- 55 Sole (1108 cc, 54 CV, 150 km/h)
- 60 Sole/Star (1242 cc, 60 CV, 160 km/h)
- 85 16v Style/Sporting (1242 cc, 85 CV, 177 km/h)
- TD 60 Sole/Star (1698 cc, 63 CV, 155 km/h)
- TD 70 Stile (1698 cc, 68 CV, 163 km/h)

5 puertas
- 55 Sole (1108 cc, 54 CV, 150 km/h)
- 60 Sole/Star (1242 cc, 60 CV, 160 km/h)
- 85 16v Style (1242 cc, 85 CV, 177 km/h)
- TD 60 Sole/Star (1698 cc, 63 CV, 155 km/h)
- TD 70 Style (1698 cc, 68 CV, 163 km/h)

Cabrio
- 60 S (1242 cc, 60 CV, 150 km/h)
- 85 16v ELX (1242 cc, 85 CV, 177 km/h)

### Seguridad
El Punto consiguió una puntuación de 2 estrellas concedidas por EuroNCAP, al contar con tan solo 1 airbag y un chasis de rigidez media, en consonancia, de como el resto de modelos europeos de aquella época. EuroNCAP se creó en la década de mediados de 1990 para realizar las pruebas de test de choque, torsión y rigidez de los chasis en caso de accidente, siendo el Fiat Punto uno de los modelos en el que se realizara. Habiendo sido proyectado y fabricado por el fabricante, antes de entrar estos crash test de pruebas (más exigentes), en funcionamiento; certificó todas las pruebas de homologación establecidas según ACEA, los reglamentos de la U.E. en cuestión de seguridad, así como la homologación interna de cada uno de los países donde se comercializará.
Esta prueba es realizada en el año 1997, estando ya el modelo 4 años en el mercado.

## Segunda generación (1999-2012)
La segunda generación del Fiat Punto (Proyecto 188), fue desarrollada y diseñada en el Centro Stile Fiat de Turin, Italia, con el equipo de diseño dirigido por Peter Fassbender.
Su lanzamiento al mercado; se produjo a propósito en 1999, convirtiéndolo FIAT en el vehículo identificativo que conmemorará los 100 años de la marca Turinesa (1899-1999).
La frase que definirá el modelo conmemorativo de la Fiat en su presentación fue la siguiente:
«La Punto non è nata in tre anni ma è la sintesi di un secolo di lavoro»
(Gianni Agnelli alla presentazione della Punto II serie 1999).
La producción se realizó en primera instancia, y, en exclusiva, en la planta siciliana de Fiat Termini Imarese.
El final de la producción del modelo en Italia llegaría años después de su reubicación, a la planta de Fiat Melfi, por un cómputo total de 12 años continuados, adicionalmente continuaría su producción en la planta Serbia con el nombre de Zastava 10.
El modelo compartirá además la producción conjunta con el Fiat Grande Punto (Punto de tercera generación) que será quien tomaría el relevo del que nos ocupa. 
Este modelo; estrenó la insignia circular azul conmemorativo del centenario de Fiat. La nueva insignia de marca compartiría, a la misma vez, espacio con la insignia corporativa del grupo industrial Fiat (cinco barras a 45° sobre fondo azul). Fue uno de los primeros modelos del segmento B en recibir cuatro estrellas de cinco en la prueba de protección a adultos en choques de Euro NCAP. Las carrocerías de tres y cinco puertas tienen un diseño trasero diferenciado.
La segunda generación del Punto es el primer vehículo del mundo en el segmento B, que monta un motor turbodiésel con inyección directa por Common Rail, y el único en el mercado con sistema de cambio automático de control electrónico llamado 'Dual-Logic' el cual Fiat lo denominará comercialmente, como 'SpeedGear'). Este puede utilizarse como caja de cambio en modo manual y también en modo automático secuencial. En la versión "Sport", la caja dispone de siete velocidades, y Modo de Navegación a Vela. (Posteriormente se montará en otros vehículos del grupo Fiat como Lancia (llamada DFN 'Dolce Fai Niente') o en Alfa Romeo como (SELESPEED).
Otra innovación exclusiva y única a nivel mundial, del fabricante Turinés y que estrena el Fiat Punto de 2.ª generación, es el sistema de dirección asistida eléctrica 'Dualdrive', el cual dispone de dos niveles de servoasistencia: CITY y ROAD (DIRECT DRIVE). El sistema se acciona mediante un pulsador específico ubicado en el mueble central del tablier y que al ser activado, intervendrá en la menor dureza de ésta para circular y aparcar con mayor facilidad circulando por ciudad, o si se pulsa para circular en el modo ROAD (Carretera) cambiará a una mayor dureza significativamente además de intervenir en la entrega de potencia (Cv.) y par motor. Todo ello se realiza de manera automática según la conexión con la ECU del motor, quien interpreta en todo momento, el modo de conducción; que se está empleando en ese momento.

### Motorizaciones

#### Otto
Los Motores de GASOLINA de la reputada familia FIRE, que adopta el modelo italiano, aceptan un mínimo de Octanaje ROZ/RON (Research Octane Number), de entre 95 y 98 octanos, y, de entre 102 y 105 Octanos, si funcionan con LPG, GNC o ETANOL.
Los propulsores de la familia FIRE que configuran la siguiente gama, y con sus respectivas variantes, se muestran a continuación:

##### FIRE gasolina
Versiones Básicas del constructor Transalpino, de 60, 69 y 72Cv.
- NATURAL POWER: *Gasolina+GNC-.

El Fiat Punto Mk2, es Premiado en 2003, por ser el coche más Ecológico en Europa, por ser el único y primer automóvil en poseer y contar con estas "Tecnologías Verdes", que funcionan con Gas del tipo GNC-V: - GAS NATURAL COMPRIMIDO USO VEHICULAR - (METANO), y que viene montado de serie de fábrica; si se opta por adquirir esta opción ecológica. 
- Bi-POWER: Gasolina+LPG / GLP-V:

-GAS LICUADO DEL PETROLEO DE USO VEHICULAR-.
El fabricante Transalpino, también ofrece sus vehículos con este sistema de serie, si se opta por adquirir esta opción.
- FLEX-FUEL: Gasolina+Etanol. (Variante BXA1A).

- TETRA-FUEL: Concebido para utilizar, hasta 4 tipos de combustible diferentes).

Todos los propulsores son diseñados para aceptar el consumo de diferentes combustibles de manera única o a la vez, según se requiera.
La tecnología de la que disponen desde el primer momento de su concepción en 1983, y que, con la evolución lógica de su arquitectura a partir del propulsor de 1.2cc y 8 válvulas por cilindro, pasando también por su homónimo, más elaborado en la culata, el 1.2 16 válvulas(¹), permiten que se cree una amplia horquilla de potencias que oscilan, entre los 60, 69, 72, 80, 85 , 95 y 138CV.
(¹).La evolución del propulsor 1.2 16V. (1.242cc), está disponible desde junio de 2003, el cual aumentará ligeramente su cilindrada hasta los 1.4cc (1.368cc),  erogando una potencia inicial de 95Cv y un par motor de 125 Nw/m en esta variante.
Su denominación comercial, es la de FIRE STARJET, el cual dispone de una nueva cámara de combustión, cilindros y ductos de admisión - escape de nuevo diseño y materiales; concebidos para la recirculacion de gases mediante una válvula EGR (Exhaust Gas Recirculation) y que reintroduce una parte de éstos en la cámara de combustión.
Este sistema será aplicado por primera vez y de manera pionera, en un motor de gasolina dado que contribuye a reducir de manera significativa las emisiones de Co2 a la atmósfera, a todo ello, sin tener la necesidad de aplicar un accesorio tan complejo y costoso, como es un Turbocompresor. Ya que con este sistema junto al ligero aumento de cubicaje, se produce un aumento de potencia de 15Cv, así como una mejor entrega de par motor.
El Fiat Punto Mk2, completará su gama de propulsores atmosféricos de gasolina, con la  variante tope de gama denominada SUPER-FIRE; el cual dispone de una cilindrada de 1.8cc con culata de 16V, y que eroga una potencia de 138Cv. Su denominación comercial será la de Fiat Punto HGT Abarth. 
Un capítulo y mención aparte, merecen el nuevo propulsor y el vehículo sobre el que se montará la novedosa variante de competición del modelo del fabricante Italiano (el Fiat Punto Mk2 Abarth Kit Car); evolucionándose éste sobre el robusto y fiable SUPER-FIRE de 1.8cc y 16V; pero, al que le serán reducida la cilindrada hasta los 1.589cc y le serán añadidas nuevas tecnologías, que le harán erogar una potencia de 215Cv.
Con éstas, y otras nuevas y novedosas características técnicas específicas, desarrolladas por Fiat Powertrain Technologies (investigación y desarrollo del futuro sistema 'FIAT MULTIAIR'), participará en el campeonato del Grupo A S1600 de la F.I.A. (Federación Internacional de Automovilismo), y que le harán ser campeón del mundo en su segmento por varios años consecutivos.
-DIESEL.
Los propulsores diésel de distintas cilindradas, parten desde el 1.7cc atmosférico de 70Cv y que el modelo en un principio montará.
También estará desde el inicio y a la vez junto al anterior, el moderno, tecnológico y muy fiable motor con Common Rail FIAT 1.9 JTD (1.919cc) de 80 y 100Cv. Para así llegar de forma lógica y evolutiva a los novedosos motores Multijet-1, de 1.3 cc y 16 Válvulas, premiados en 2005; en la categoría SDGE (SMALL DIESEL GLOBAL ENGINE) y que  desarrollarán potencias que oscilan entre los 70-75Cv, y, los 90-95Cv.
Estos propulsores aceptan el consumo de combustible de Gasóleo de Automoción con un índice de Cetano de entre 48 - 55,  y correspondiendo el de mayor índice, al que tiene una menor cantidad de Azufre en su composición según normas ASTM (Standard Test Method for Calculated Cetane)  ASTM - D976 y ASTM D - 4737.
Este combustible de automoción está formulado  incluyéndosele un porcentaje del 7% de Biodiésel, el cual es bien tolerado por todos los propulsores, ayudando a la mejora y rebaje de emisiones de Co2 y NoX a la atmósfera.
Todos ellos van dotados de Catalizadores, válvulas EGR y algunos, además, montarán de forma conjunta, un Filtro de Partículas (FAP), según el año de producción del vehículo y siendo
éstos un elemento indispensable para la reducción de emisiones.
A nivel mecánico y según versiones, pueden ir dotados de Turbocompresor de geometría fija o variable,
Distribución por correa / cadena, inyección indirecta; o directa, con Common-rail Unijet de 1.ª generación, o también, de la evolución de ésta que es de 2.ª generación, denominada Multijet.
Las versiones Multijet substituyeron al primero (1.7D y 1.7 TD), desde junio del año 2003, en pos de unas mejores prestaciones, consumos, y unas reducidas emisiones de CO2, anticipándose, en 2 años, a la futura y mucho más restrictiva normativa U.E. EURO-3.
Los propulsores diésel JTD de 1918 c.c y dos válvulas por cilindro (8V), con turbocompresor e inyección directa Common-Rail de primera generación, denominada UNIJET y (creada Por Fiat) en variantes de 80 CV (luego 86 CV) y 100 CV. Se seguirían manteniendo de idéntica forma, como al principio.
El Punto recibió en 2003 un rediseño, con logotipos y faros más grandes, paragolpes distintos, una calandra integrada en el capó y nuevos equipamientos. Está actualmente a la venta con una gama simplificada. En octubre de 2005, el fabricante serbio Zastava llegó a un acuerdo con Fiat para fabricar esta versión bajo licencia con el nombre de Zastava 10.
El Fiat Punto de segunda generación, es un automóvil muy vendido y apreciado en Europa, llegando a desbancar en ventas, a turismos de tamaño superior, (segmento C); del principal constructor Alemán.  (Grupo VAG). 
El modelo se seguiria produciendo en otras plantas propias del fabricante Italiano ubicadas en otros continentes, países o zonas del mundo, tal y como sucediera en Pakistán. Donde finalizó su producción a finales del año 2021.

### Seguridad
El Fiat Punto de 1999 obtuvo cuatro estrellas en las pruebas de choque de Euro NCAP.
- Nota global: 4 estrellas de 5.
- Choque frontal: 69 %.
- Choque lateral: 89 %.
- Protección a peatones: 2 estrellas de 4.

### Motorizaciones

#### 1999 - 2005
|                  | 1,2 litros 8V (Gasolina) | 1,2 litros 16V (Gasolina) | 1,8 litros 16V HGT (Gasolina) | 1,9 Litros diésel (diésel) | 1,9 litros JTD80 (diésel) |
| ---------------- | ------------------------ | ------------------------- | ----------------------------- | -------------------------- | ------------------------- |
| Potencia         | 60 CV                    | 80 CV                     | 130 CV                        | 60 CV                      | 80 CV                     |
| Par              | 102 Nm                   | 114 Nm                    | 164 Nm                        | 118 Nm                     | 196 Nm                    |
| Velocidad máxima | 155 km/h                 | 172 km/h                  | 205 km/h                      | 155 km/h                   | 170 km/h                  |
| 0 a 100 km/h     | 14,3 s                   | 11,4 s                    | 8,6 s                         | 15 s                       | 12,2 s                    |
| Consumo mixto    | 5,7 ℓ/100 km             | 6,0 ℓ/100 km              | 8,3 ℓ/100 km                  | 5,7 ℓ/100 km               | 4,9 ℓ/100 km              |
| Emisiones CO2    | 136 g/km                 | 142 g/km                  | 197 g/km                      | 150 g/km                   | 130 g/km                  |

#### 1993-> 2018
|                  | 1,2 litros 8V (Gasolina + LPG) | 1,2 litros 8V NaturalPower (Gasolina + CNG) | 1,3 Litros 16V MultiJet (diésel) | 1,9 litros 8V 100 (diésel) |
| ---------------- | ------------------------------ | ------------------------------------------- | -------------------------------- | -------------------------- |
| Potencia         | 60 CV                          | 60 CV                                       | 70 CV                            | 100 CV                     |
| Par              | 102 Nm                         | 102 Nm                                      | 180 Nm                           | 259 Nm                     |
| Velocidad máxima | 165 km/h                       | 165 km/h                                    | 164 km/h                         | 182 km/h                   |
| 0 a 100 km/h     | 14,3 s                         | 14,3 s                                      | 13,4 s                           | 9,5 s                      |
| Consumo mixto    | 5,7 ℓ/100 km                   | 5,7 ℓ/100 km                                | 4,5 ℓ/100 km                     | 5,5 ℓ/100 km               |
| Emisiones CO2    | 136 g/km                       | 136 g/km                                    | 119 g/km                         | 146 g/km                   |

### Versiones
Versiones de 1999 a 2005: 
Punto, ELX, HLX, ACTIVE, DINAMYC, DINAMYC 16V, SPORTING, HGT - ABARTH
Equipamiento principal:
- Faros elipsoidales.
- Antinieblas delanteros y posteriores.
- Elevalunas delanteros eléctricos temporizados.
- Sistema FPS. (Fire Prevention System). Interruptor inercial de seguridad de corte de combustible.
- Cierre centralizado con apertura a distancia.
- Dirección eléctrica Dual Drive.
- Follow my Home system.
- Iluminación interior temporizada.
- Anclajes ISOFIX integrados.
- Airbag Frontal y Lateral Conductor + Airbag Frontal y Lateral Pasajero, con Sistema este último, de Interrupción y desconexión del Sistema mediante llave.

(Airbags Laterales, Según Versiones).
- Cinturones de seguridad Inerciales, Pirotécnicos y con regulación en altura.
- SPFP. Sistema antiintrusivo y antiatrapamiento del Pedalier, con ruptura programada en tres partes; en caso de colisión frontal.
- Antirrobo electrónico Fiat Code de 2.ª Generación.
- Instrumentación con ordenador de a bordo, odómetro, tacómetro y check control.
- Aire acondicionado con recirculación automática del aire + filtro antipolen.
- Climatizador automático 2005>
- Volante regulable en altura y profundidad.
- Asientos delanteros abatibles, con regulación en altura, reg. longitudinal y regulación dorso -  lumbar.
- Reposacabezas delanteros y traseros.
- Retrovisores eléctricos con desempañamiento exterior.
- Paragolpes en color carrocería.
- Retrovisores exteriores color carrocería.
- Equipo de sonido Blaupunkt (Radio / Cd Con RDS + Radio Text y DAB),6 altavoces, subwoofer, preinstalación para teléfono móvil, y regulación automática del volumen, en función de la velocidad de circulación.
- Navegador GPS. Blaupunkt + cargador de 6 CDs. (En opción).
- Banqueta posterior abatible 1/3-2/3.
- ABS + EBD. (Repartidor electrónico de frenada).
- ESP. (Este último, incorporado de serie en el Fiat Punto Restyling de 2.ª generación 06/2003 -> 2012).
- Llantas De 14 Y 15 Pulgadas. (15¨, Neumáticos de bajo perfil, 195/45 R15V).

Después de 2005 únicamente tenía una versión posible:
Classic (Classic II después de 2006)

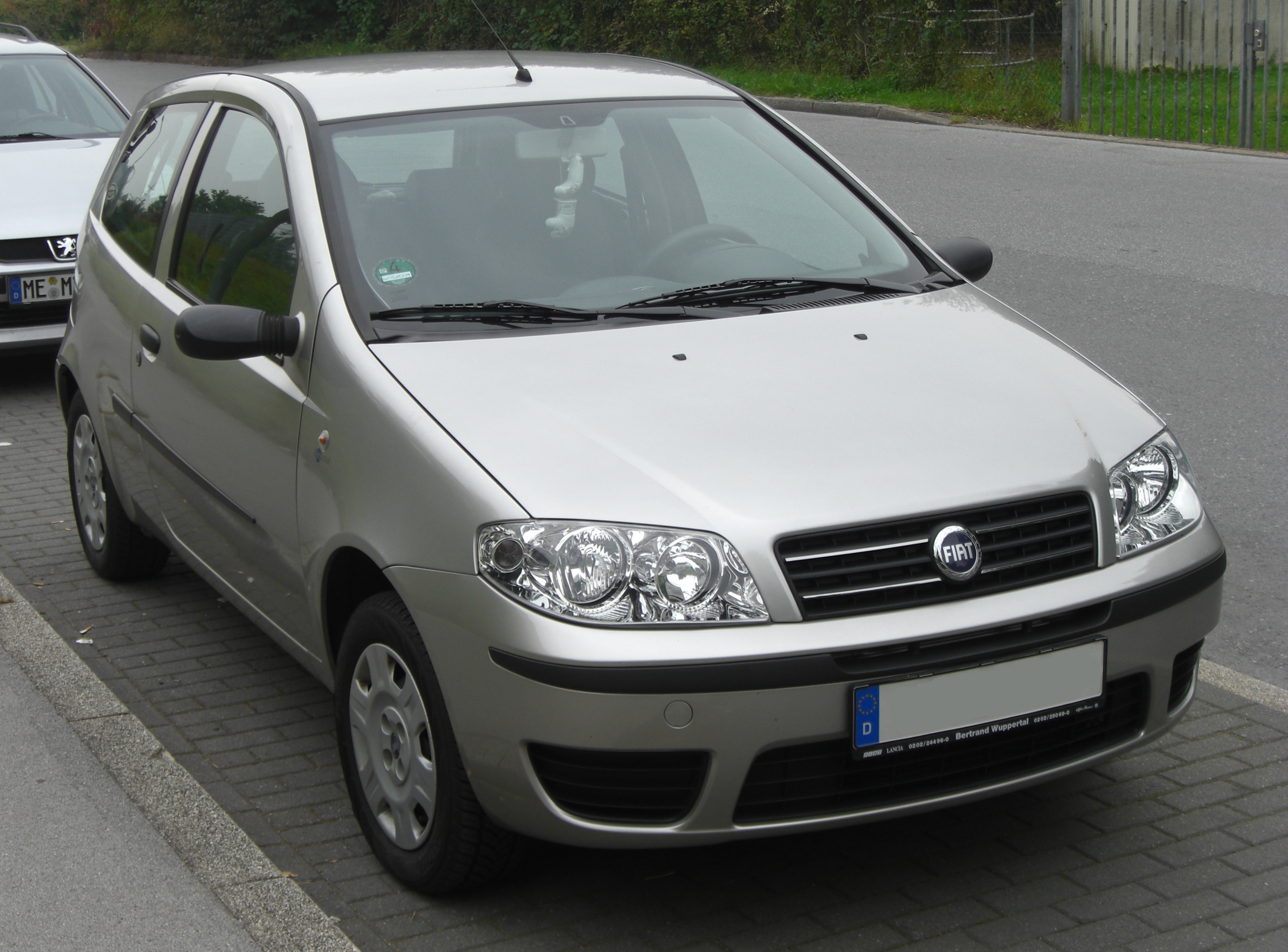
Reestilización segunda generación
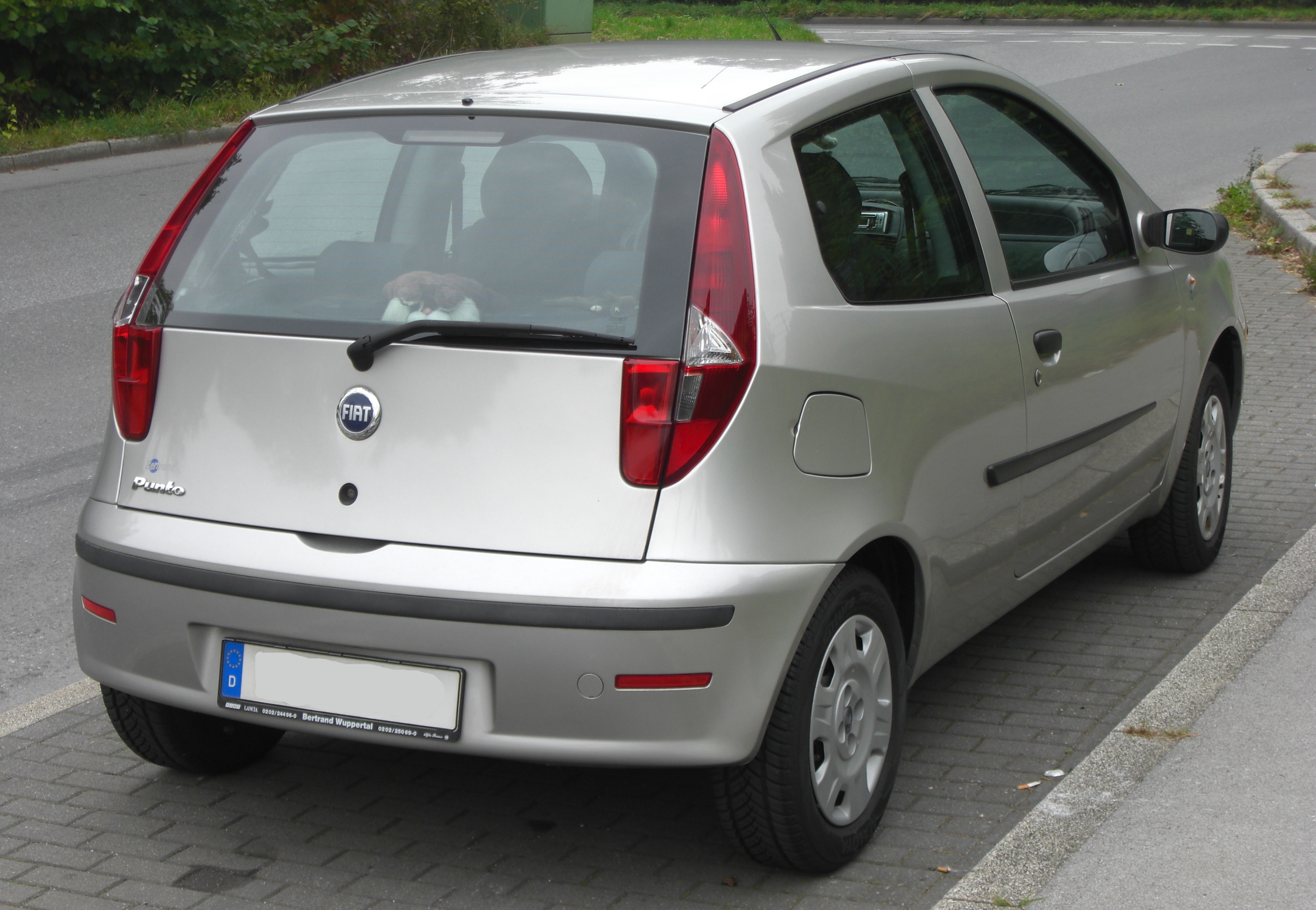

## Tercera generación (2005-2022)
La tercera generación (Proyecto 199) del Fiat Punto cambió su nombre a Fiat Grande Punto para diferenciarla de la segunda generación, de menores dimensiones pero con la que conviviría en Europa.
El nuevo Fiat Grande Punto  innovará, y se basará sobre el estreno de una nueva plataforma; así como en componentes, motores y transmisiones que compartirá con los constructores de GM y Toyota a través de los modelos Opel Corsa IV así como con el Toyota Yaris II.
El modelo estrenará también nueva insignia de grupo y marca, la cual es más estilizada y rememorará las formas del logo de la década de los años 50. La misma a su vez, se haya falta de personalidad de representación de imagen, que la marca así, por su historia; bien merece.
El Fiat Grande Punto, fue presentado oficialmente en el Salón del Automóvil de Fráncfort de septiembre de 2005 y fue puesto a la venta en ese mismo año. Recibió cinco estrellas de cinco en la prueba de protección de adultos en choques de Euro NCAP. Las versiones europeas se fabrican en la fábrica italiana de Fiat Melfi. Fue desarrollado por Italdesign Giugiaro en colaboración con el Centro Stile Fiat.

VERSIONES ABARTH.
Las versiones racing del Fiat Punto Mk2 y Mk3 potenciadas, se comercializan bajo la marca ABARTH. Esta, suministra los kits específicos de potenciación y preparación específica de estos modelos, y bajo la tutela de la misma, se desarrollan las preparaciónes de estos para las competiciones de los  mundiales de turismos de sus categorías, denominadas S 1600 y S 2000; respectivamente. Los kits Abarth que se ensamblan para potenciar el Fiat Punto se denominan S S (Assetto Corse).

MOTORIZACIONES.
Cuatro serán las variantes disponibles de motores diésel, comenzando en los 1.3 litros Multijet de primera generación, los cuáles montan culatas multivalvulas de cuatro válvulas por cilindro (16V) con potencias que oscilan entre los 75 y 90 CV, (Este motor fue premiado como mejor motor del año 2005, en la categoría 'Small Diesel Global Engine'). El modelo también monta el reputado motor JTD 1.9 litros de dos válvulas por cilindro (8V) y Turbo de geometría variable de 120CV - el cual dispone de  tecnología Unijet - Common Raíl de primera generación. 
La variante y evolución de este último (1.9 JTD)**, en versión Common Rail Multijet de segunda generación y 130 CV con culata multiválvulas (16V) del Grupo Fiat -(Multijet-2)- irán todos ellos, asociados a un turbocompresor de geometría variable, (salvo el 1.3 litros de 75 CV, el cual montará un turbo de geometría fija, en su primera fase). 
Posteriormente, éstos,** (Sept. 2009 en adelante) serían sustituidos por el novedoso motor de 1.6cc de cubicaje, cuatro válvulas por cilindro (16V) y sistema de inyección Common Rail 'Multijet - 2', el cual erogará, potencias de entre 105Cv y 120Cv, respectivamente. 
Estos propulsores, con la tecnología de la que disponen, permiten al Grupo Fiat cumplir holgadamente con la futura norma anticontaminación Euro 6; - (Sept. 2016 - 09/2020) - (periodo en que entra en vigor), sin la necesidad de utilizar sistemas SCR en un futuro (Adición de Ad Blue -Urea- en los sistemas de escape de los automóviles, para reducir los Nox de los motores diésel). 
Tras la crisis derivada del DiéselGATE provocada por el Grupo VW, por estafa, engaño, y, manipulación de homologación de datos de emisión de CO2 y NOx al mediombiente a nivel mundial (2015), la Unión Europea (U.E), toma la decisión de reorientar y endurecer la normativa en cuestión de homologaciónes de los test de consumos de combustible; por parte de los fabricantes de automóviles.   
La nueva norma anti-contaminación denominada EURO-6 D, que entrará en vigor en (Sept.2018); dará a lugar a crear una moratoria de algo más de 2 años hasta 01/2021 (momento en que entrará la normativa EURO - 7); para que los fabricantes se adecuen al procedimiento de unas estrictas normas de emisión realizados bajo test de condiciones reales de conducción WLTP. (World Harmonized Light-duty Vehicle Test Procedure).  
Esto dará lugar a que los vehículos con propulsores diésel que se venden desde ese momento, deban de ser reorientados al diseño y aplicación de nuevos componentes en sus líneas de escape, con módulos que actúen sobre la reducción de gases de escape, SCR (Selective Catalytic Reduction) -el cual usará un inyector en la línea de escape asociado a un depósito que contendrá Uréa-, (Aditivo de 'AdBlue'), tal y como realizan los otros fabricantes, desde hace una década, al tener la competencia una tecnología más antigua.  
De esa manera, a Fiat, le será posible el re-ajustar todos los propulsores diésel desde 2018, al nuevo endurecimiento de normativa por parte de la U.E. sobre la emisión de CO2 y NOx, que entrará en vigor en 2021.  
Los vehículos y propulsores adoptaran ya esta tecnología en toda la gama de vehículos del fabricante italiano desde 2016, momento en que convivirán las variantes existentes hasta 2018; comercializándose ambos tipos de motorizaciones hasta el fin de existencias de la variante Multijet-2 sin sistema SCR 
Estos propulsores y sus correspondientes modificaciones, en el Fiat Grande Punto de 3.ª generación; no serán aplicados, al llegar el modelo al final de su vida comercial. (Octubre de 2018), en Europa.
MOTORES GASOLINA.
Los propulsores de gasolina son: un 1,2 litros de 69CV y un 1,4 litros de 77 o 95 CV, los dos primeros de dos válvulas por cilindro, y, el tercero de cuatro, denominado este último, como FIRE - STARJET; -(2007)-. El sistema STARJET, denominado así por Fiat Powertrain Technologies (FPT), radica en el desarrollo de la cámara de combustión del motor FIRE, reaprovechando la recirculación de los gases de escape a través de una válvula EGR, y, sin la utilización de ningún elemento mecánico externo como puede ser un turbocompresor, denominándosele así, como un propulsor de combustión pobre. Cumpliendo así las rigurosas normas anticontaminación EURO 5, (2012 - 2016). Es la antesala a la llegada de la adición a estos propulsores de las culatas MULTIAIR, (2009) por parte de (Fiat Powertrain Technologies)  (FPT ), y su sistema de válvulas electrohidráulicas exclusivo (no confundir con el sistema Valvetronic de BMW), cumpliendo de esta forma con las normas anticontaminación Euro VI, entradas en vigor (periodo 09/2016 - 2020). En 2007 se dotó a este propulsor de un turbocompresor de geometría fija que desarrolla 120 cv.
Disponibles en Bifuel, (Gasolina + GLP), Tetrafuel, (Gasolina + Metano + Metanol + GLP), y, Bifuel, (Gasolina + GNC). FCA,comercializa esta tecnología desde hace más de 40 años en Europa en todos sus modelos.  
Los vehículos bifuel de GLP o GNC, inicialmente, comienzan a funcionar con gasolina hasta que el motor alcanza una temperatura de funcionamiento aproximada, de 50 °C, momento en el cual, comienza a consumir gas.                                                       A elección del conductor, existe la posibilidad de seguir usando gasolina accionando un pulsador específico.
Estos vehículos, reciben el distintivo ECO reconocido por todos los  estados de la UE para circular por las principales capitales y carreteras de Europa, sin restricciones.
En 2017 Fiat, toma la decisión y anuncia el fin de su producción para octubre de 2018; y de que en el mercado Europeo, no tendrá sucesor -"de manera inminente"- ; y por un periodo de 6 años, hasta 2024, -  (momento en que aparecerá el nuevo Fiat Grande Panda 2024 para cubrir el segmento B; ya bajo el paraguas de Stellantis)... debido, entre otros, a causas de costes en el I+D+I para nuevas tecnologías de producción, de la concepción de nuevas plataformas, (las cuales incluirán, las nuevas tecnologías de conducción autónoma de sus futuros modelos); y de unos nuevos propulsores eléctricos eficientes. Destinados todos ellos a los nuevos futuros modelos; del holding de marcas, que posee FCA*. Además de que, de momento, ya dispone de unos vehículos en el mercado - Fiat 500x- y el Fiat Tipo, los cuales cubren ese segmento de forma medianamente satisfactoria. La familia Fiat 500 abarca además, distintas versiones, de gran éxito comercial líderes en su segmento.
Esta nefasta decisión dejará al fabricante FIAT, en una clara desventaja industrial y comercial a nivel mundial por un periodo demasiado prolongado en el tiempo (6 años), ya que el resto de fabricantes mundiales como 'Ford' (con su modelo 'Face Lift', 'Ford Fiesta', el cual mantuvo a la venta durante 5 años, (hasta 2023); canibalizarán el espacio comercial al que renunció Fiat.
Lo cual indica que Fiat la erró gravemente, al no realizar una actualización y lanzar el Fiat Punto de cuarta generación, dadas las ventas globales mundiales habidas en el segmento de los utilitarios y que el resto de fabricantes si supieron aprovechar hasta las primeras comecializaciones de los primeros vehículos Híbridos Eléctricos, (PHEV), los cuales en los mercados U.E. todavía no tienen una amplia aceptación por los altísimos costes de adquisición; ya que resultan inamortizables por los clientes, además de poseer tecnologías poco desarrolladas, y con un amplio rango de riesgos accidentales (incendios y otros).
- Stellantis, desde enero de 2021.

### El Grande Punto en América Latina
El Grande Punto italiano es exportado a Chile y México. La versión Mercosur es fabricada en la planta de Fiat Betim, Brasil. Llamada internamente Proyecto 310, se lanzó en 2007 en Buenos Aires, Argentina. Se exporta al resto del Mercosur, Venezuela y Colombia.
Fiat do Brasil lo posiciona comercialmente como rival de los modelos más costosos del segmento B, como el Citroën C3, el Honda Fit y la cuarta generación del Volkswagen Polo, y de los más baratos del segmento C, como el Ford Focus, el Chevrolet Astra, la cuarta generación del Volkswagen Golf y la primera generación del Renault Mégane.
Sus dos motorizaciones son dos válvulas por cilindro, un 1.4 litros FIRE y un 1.8 litros Powertrain (GM). Según el mercado, están hechos para funcionar únicamente con gasolina (87 y 112 CV de potencia máxima respectivamente) o con gasolina y etanol indistintamente (85/86 y 113/116 CV de potencia máxima). Los niveles de equipamiento asociados al 1.4 son el base (sin denominación específica) y ELX, y los del 1.8 se llaman HLX y Sporting.
En 2009, el motor 1.8 Powertrain de origen Chevrolet derivado de la corta alianza Fiat GM, fue reemplazado definitivamente por el 1.9 litros de cuatro válvulas por cilindro de aproximadamente 130 CV que es fabricado en la planta de Fiat Córdoba, Argentina. También se anunció en 2009 la llegada a Brasil de la nueva caja secuencial Dualogic, fabricada por Magneti Marelli en Brasil y del motor 1.4 T-Jet Turbo de fabricación italiana para ser montado en el Punto Abarth, llamado Kit SS.
El Punto es el primer automóvil del segmento B de la región en tener sistema de comandos por voz Blue&Me, desarrollado conjuntamente por Fiat y Microsoft. Puede incorporar hasta seis airbags, dos frontales de doble etapa de inflado, dos laterales de tórax y dos cortinas de cabeza tipo "canoa", y sistema antibloqueo de frenos Bosch 8.1 con distribución electrónica de frenado, CSC e YMC). El sistema de protección contra incendios de segunda generación ( FPS-2), corta el suministro de combustible, abre los seguros de las puertas y enciende las balizas de emergencia en caso de accidentes. También es uno de los primeros modelos de la región en equipar de serie apoyacabezas activos, que tienen una estructura interna para aminorar los efectos del latigazo cervical por alcances traseros, y la posibilidad de contar con la última versión de las lunas laterales laminadas de Saint-Gobain Sekurit para eventuales ataques a los ocupantes. Estos proporcionan, además; mayor rigidez torsional del chasis, haciendo que su Seguridad Activa, aumente significativamente. Todo ello, que a su vez; hace que sea más dinámica su conducción.
El modelo Fiat Punto, cesa su producción en Europa y los mercados LATAM el año 2018; tras 25 años de producción continuada en distintos mercados, siendo sustituido en el mercado LATAM por el Fiat Argo fabricado en la planta FCA de Betim -(Minas Gerais)- Brasil;  y el Fiat Cronos, fabricado en la planta de FCA de Ferreyra -(Córdoba),- Argentina;  las cuales recibieron unas inversiones millonarias tanto para la adaptación, formación, producción de vehículos y de la fabricación de sus nuevos propulsores de 3 y 4 cilindros denominados FireFly Multi Air de nueva producción, los cuales irán substituyendo paulatinamente a su celebérrimo y consagrado motor FIRE, del cual derivan.

### El Grande Punto en India.
Desde 2018, y hasta 01/ 2022, se comercializa este modelo en el mercado de la India con la denominación comercial Fiat Punto Abarth, con el propulsor 1.4 Fire Turbo de 140 Cv.; fecha en la cual cesa su producción definitiva, por la nueva norma de emisiones denominada, Bharat Stage VI (BS-VI) la cual entrará en vigor en abril de 2020.  Comercializando así, solamente FCA los nuevos modelos de Jeep, gasolina y bi-fuel, a GLP y GNC los cuales comparten plataformas y mecánicas con modelos Fiat Europeos. Así mismo FCA, anuncia que el 23 de enero de 2020, cesa también la producción definitiva en su factoría de la India, de su exitoso propulsor diésel MULTIJET SMDE de 1.3 c.c, centrándose en el nuevo desarrollo de los futuros propulsores eléctricos, (Mild Hybrid) que se implementaran paulatinamente; en todas sus gamas de vehículos.

## Competición

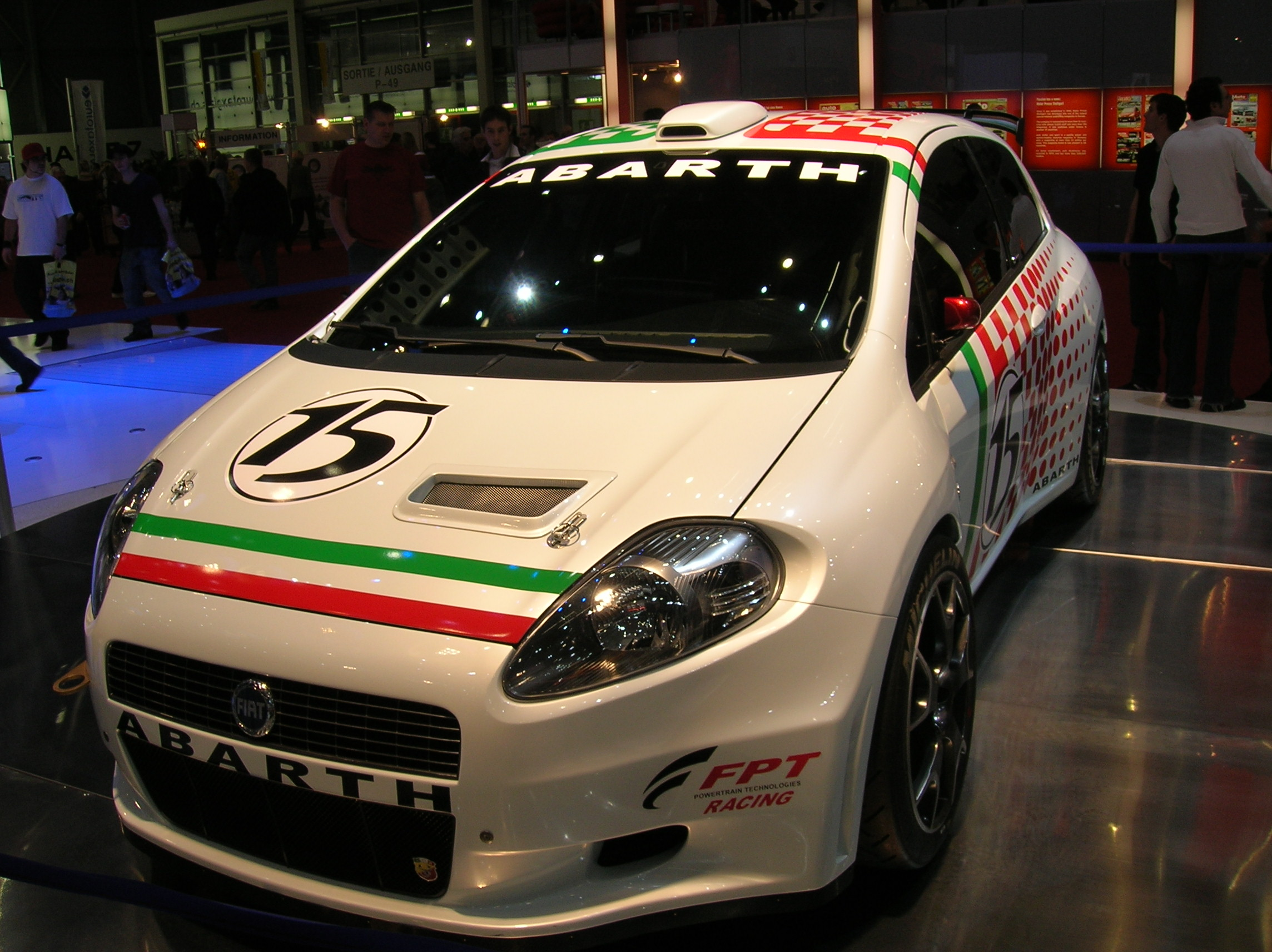
Fiat Grande Punto Abarth S2000.

Los Fiat Punto MK2 y Mk3 cuentan con versiones homologada para rally en la categoría Super 1600 y Súper 2000 conocidos como Fiat Punto S1600 y S2000